# 홋카이도도 제105호선
105번 홋카이도도(일본어: 北海道道105号利尻富士利尻線→홋카이도도 105호 리시리후지-리시리선)은 홋카이도 리시리군 리시리후지정에서 리시리정까지 이어지는 일본의 주요 지방도 노선이다.

## 같이 보기
- 도도부현도